# Регнъри Пъблишинг
„Регнъри Пъблишинг“ (на английски: Regnery Publishing) е американско издателство със седалище във Вашингтон.
Основано през 1947 година от Хенри Регнъри, то издава предимно политическа литература, включително някои от основните книги на американското консервативно движение през следващите десетилетия. Издателството остава собственост на семейството на Регнъри до 1993 година, а от 2014 година е собственост на медийната група „Сейлъм Медия Груп“.